# Radhi Jaïdi
  Radhi Jaïdi  (àrab: رَاضِي بن عَبْد المَجِيد الجعَايدِي)  (Gabès, 30 d'agost de 1975) és un exfutbolista tunisià de la dècada de 2000.
Fou internacional amb la selecció de Tunisia amb la qual participà en la Copa del Món de futbol de 2002 i 2006.
Pel que fa a clubs, destacà a Bolton Wanderers FC, Birmingham City FC i Southampton FC.